# Raiffeisen Arena (Bressanone)
La Raiffeisen Arena è lo stadio dedicato all'atletica leggera di Bressanone, in Alto Adige.
Ha ospitato tre edizioni dei campionati italiani assoluti di atletica leggera (2005, 2012 e 2019) e i Campionati del mondo allievi di atletica leggera 2009, nonché dal 1995 al 2000 le gare interne del Südtirol, club calcistico di riferimento della provincia, che vi ha poi fatto ritorno nel 2020 per affrontare la Triestina nei playoff di Serie C.